# Maytenus leptopus
Maytenus leptopus là một loài thực vật có hoa trong họ Dây gối. Loài này được (Tul.) N. Robson mô tả khoa học đầu tiên năm 1965.